# (21454) Chernoby
(21454) Chernoby est un astéroïde de la ceinture principale d'astéroïdes.

## Description
(21454) Chernoby est un astéroïde de la ceinture principale d'astéroïdes. Il fut découvert le 20 avril 1998 à Socorro (Nouveau-Mexique) par le projet LINEAR. Il présente une orbite caractérisée par un demi-grand axe de 3,17 UA, une excentricité de 0,08 et une inclinaison de 9,9° par rapport à l'écliptique.

## Compléments